# Мирабелло-Монферрато
Мирабелло-Монферрато (итал. Mirabello Monferrato) — коммуна в Италии, располагается в регионе Пьемонт, в провинции Алессандрия.
Население составляет 1368 человек (2008 г.), плотность населения составляет 103 чел./км². Занимает площадь 13 км². Почтовый индекс — 15040. Телефонный код — 0142.
Покровителем коммуны почитается святой Викентий Сарагосский, празднование 22 января.

## Демография
Динамика населения:

## Администрация коммуны
- Официальный сайт: